# Liolaemus melanogaster
Liolaemus melanogaster — вид ігуаноподібних ящірок родини Liolaemidae. Ендемік Перу.

## Поширення й екологія
Liolaemus melanogaster відомі з типової місцевості, що лежить за 45 км на схід від міста Пукіо, в провінції Луканас, регіоні Аякучо. Вони живуть на високогірних луках, місцями порослих чагарниками. Зустрічаються на висоті від 4264 до 4660 м над рівнем моря.